# Beijing Renhe
Beijing Renhe Football Club is een Chinese voetbalclub uit het district Fengtai van de hoofdstad Peking. De club is opgericht in februari 1995 in Pudong, een district van Shanghai. De thuiswedstrijden worden gespeeld in het Beijing Fengtai Stadion gespeeld, dat plaats biedt aan 31.043 toeschouwers. De clubkleuren zijn wit-blauw. Voorheen werd het Guiyang Olympic Centre (40.000) gebruikt.
De club promoveerde in 1995 direct naar de Jia League B. In 2001 kwam de club in de Super League (destijds nog Jia League A). In 2003 werd de club direct tweede maar was tevens de spil in een omkoopschandaal. De titel ging op één punt naar stadgenoot Shanghai Greenland Shenhua. De competitie 2003 werd echter ongeldig verklaard en in 2012 kwam uit dat vier spelers van de club geld hadden gekregen om een wedstrijd tegen Tianjin Teda opzettelijk te verliezen. In 2004 werd met een derde plaats de hoogste officiële ranking behaald. In 2006 verhuisde de club van Shanghai naar Xi’an en in 2012 naar Guiyang. In 2013 werd de beker en in 2014 de Supercup gewonnen. De club degradeerde in 2015 en verhuisde vervolgens naar Peking. In 2018 keerde de club terug op het hoogste niveau maar degradeerde in 2019 opnieuw.

## Erelijst
- Jia League A

Runner up (1): 2003
- Jia League B

Winnaar (1): 2001
- Yi League

Winnaar (1): 1995
- Chinese voetbalbeker

Winnaar (1): 2013
- Chinese Supercup

Winnaar (1): 2014

## Naamswijzigingen
| Jaar | Naam                            | Bijzonderheid           |
| ---- | ------------------------------- | ----------------------- |
| 1995 | Shanghai Pudong                 |                         |
| 1999 | Shanghai Pudong Whirlpool       |                         |
| 2000 | Pudong Lianyang 8848            |                         |
| 2001 | Shanghai COSCO Huili            |                         |
| 2003 | Inter Shanghai                  |                         |
| 2006 | Inter Xi'an Chanba              | verhuizing naar Xi'an   |
| 2007 | Shaanxi Baorong Chanba          |                         |
| 2008 | Shaanxi Neo-China Chanba        |                         |
| 2010 | Shaanxi Zhongjian Chanba        |                         |
| 2011 | Shaanxi Renhe Commercial Chanba |                         |
| 2012 | Guizhou Renhe                   | verhuizing naar Guizhou |
| 2016 | Beijing Renhe                   | verhuizing naar Peking  |

## Bekende (ex-)spelers
- Xavier Chen
- Nelson Cuevas
- Yu Hai
- Ayub Masika
- Elvis Manu

Beijing BG · 
Dalian Transcendence · 
Hangzhou Greentown · 
Heilongjiang Lava Spring · 
Liaoning Hongyun · 
Meizhou Hakka · 
Meixian Techand · 
Nei Mongol Zhongyou · 
Qingdao Huanghai · 
Shanghai Shenxin · 
Shenzhen · 
Shijiazhuang Ever Bright · 
Wuhan Zall · 
Xinjiang Tianshan Leopard · 
Yanbian Fude · 
Zhejiang Yiteng